# Epirigenys
Epirigenys ist eine ausgestorbene Gattung aus der Familie der Anthracotheriidae. Sie steht darüber hinaus den Flusspferden nahe und wird als deren Schwestergruppe angesehen. Bekannt ist sie aber nur über einige wenige Backenzähne und einen Unterkieferrest, die im östlichen Afrika aufgefunden wurden. Die Fossilreste datieren in den Beginn des Oberen Oligozäns und sind somit rund 28 Millionen Jahre alt. Die wissenschaftliche Erstbeschreibung der Gattung erfolgte im Jahr 2015. Mit der Entdeckung von Epirigenys konnte die bisher nur vermutete Verwandtschaft der Anthracotherien mit den Flusspferden abgesichert werden. Darüber hinaus lässt sie einen Ursprung der Flusspferde in Afrika annehmen und zeigt auf, dass diese Gruppe eine lange evolutive Entwicklungsgeschichte auf dem Kontinent besitzt.

## Beschreibung
Epirigenys repräsentierte einen mittelgroßen Vertreter der Anthracotheriidae und wies schätzungsweise ein Körpergewicht von 78 bis 91 kg auf. Bekannt ist die Gattung aber nur über ein linkes Unterkieferfragment mit den anhaftenden Zähnen vom letzten Prämolar bis zum zweiten Molar und über knapp zwei Dutzend isolierte Zähne und Zahnbruchstücke. Bis auf einen einzelnen, spatelförmigen Schneidezahn handelt es sich in allen Fällen um Reste des hinteren Gebisses. Die Molaren zeigten Merkmale, die sowohl typisch für die Anthracotherien, aber auch für die frühen Flusspferde sind. Sie besaßen niedrige (brachyodonte) Zahnkronen und ein Kauflächenmuster, das zwischen bunodont (höckerig) und selenodont (mit längs der Zahnachse verlaufenden Leisten) vermittelte (bunoselenodont). Die Höcker waren breit gewölbt mit dazwischen liegenden stumpf gestalteten Leisten, wodurch diese nicht ganz so ausgeprägt erschienen wie beim nahe verwandten Bothriogenys. Die oberen Molaren zeichneten sich durch fünf Haupthöcker aus, drei davon bildeten im hinteren Zahnbereich eine Einheit. Eine ähnliche Zahngestaltung wiesen sowohl die frühen Flusspferde als auch die frühen Anthracotherien auf. Das Cingulum der oberen Backenzähne, ein zungenseitiger Wulst, der an der Zahnbasis ansetzt, lag bei Epirigenys deutlich höher als bei Bothriogenys – etwa auf halber Höhe zu den Höckerspitzen – und ähnelte somit ebenfalls den frühen Flusspferden. Abweichend von den Flusspferden traten aber auf der Wangenseite der Molaren noch einige zusätzliche kleinere Höckerchen wie der Parastyl und der Mesostyl auf. Die unteren Molaren besaßen eine deutlich breitere und kürzere Gestalt im Vergleich zu Bothriogenys, was vor allem am zweiten hinteren Backenzahn den Flusspferden gleicht. Insgesamt wiesen die hinteren unteren Backenzähne nur vier niedrige Höckerchen mit leicht eingedellten Tälern dazwischen auf. Der obere zweite Molar wurde 2,0 cm lang und 2,1 cm breit, der untere zweite maß entsprechend 1,8 cm in der Länge und 1,2 cm in der Breite.

## Fundstelle
Alle bisher bekannten Funde von Epirigenys wurden an den Lokone-Hügeln (Lokone-Horst) im Lokichar-Becken südwestlich des Turkanasees im nördlichen Kenia entdeckt. Das Lokichar-Becken liegt heute bei rund 615 m über dem Meeresspiegel und zeichnet sich durch ein sehr trockenes Klima mit jährlich rund 180 mm Niederschlag aus. Es gehört zu einer Serie von fünf Süd-Nord orientierten Becken im Ostafrikanischen Graben (Lokichar-, Nord-Lokichar-, Nord-Kerio-, Lothidok- und Turkana-Becken), in denen sich Sedimente vom Paläogen bis zum Pliozän abgelagert haben. Sie verdanken ihre Entstehung den Driftbewegungen, die auch zur Bildung des Großen Afrikanischen Grabenbruchs führten. Intensive seismische Untersuchungen ergaben für das Lokichar-Becken eine halbgrabenförmige Struktur von 60 km Länge, 30 km Breite  und 7 km Tiefe. Im Westen wird das Becken durch die Lokichar-Falte (Lokichar Fault) begrenzt, im Osten bilden die Hügelketten des Lokone-Horsts (Lokone Fault) die Grenze. Jenseits der Hügelkette erstreckt sich das strukturell ähnliche Nord-Kerio-Becken.
Die 7 km mächtige Beckenfüllung lagert auf präkambrisch gebildeten Gneisen und Amphiboliten. Sie besteht aus einer Folge von groben und feinen Sandsteinen, die teilweise mit Kerogen angereichert sind. Bei den mitunter mehrere hundert Meter mächtigen Sandsteinlagen kann zwischen Lokone-Sandstein- und Auwerwe-Sandstein-Formation unterschieden werden. Die ältere Lokone-Sandstein-Formation besteht wiederum aus dem Loperot Shale Member und dem Lokone Shale Member. Dabei ist das untere Schichtglied etwa eozänen bis oligozänen Alters, die obere Folge datiert vom Oberen Oligozän bis in das Untere Miozän. Die Sandsteine lagerten sich in einem ausgedehnten Süßwassersee ab, dessen Größe im Minimum bei 50 km Länge und 20 km Breite betrug. Er bestand unter feuchten Klimabedingungen mit jährlichen Niederschlägen von wenigstens 1000 mm. Pollenanalysen ergaben, dass die Uferbereiche des Sees mit Wäldern mit zum Teil laubabwerfenden Bäumen und mit feuchten Regenwäldern bewachsen waren. Die damalige Landschaft ähnelte etwa der, die heute am Südrand des Kongobeckens besteht.
Bisher sind mehrere fossilführende Fundstellen im Lokichar-Becken bekannt (LOK 1, 2, 12 und 13), die jeweils dem Lokone Shale Member angehören. Sie befinden sich alle am Ostrand des Beckens im Bereich des Lokone-Horsts. Die Fundstellen LOK 1, 2 und 12 stehen dabei mit groben bis sehr groben, teilweise fest verbackenen, quarzreichen Sandsteinen in Verbindung, die mehrere Dezimeter mächtig sind und möglicherweise auf ehemalige Flussläufe in den See zurückzuführen sind. LOK 13 korrespondiert zu feinkörnigeren, molluskenreichen Sandsteinen, die einen ursprünglichen Uferbereich anzeigen. In den Fundstellen kamen mehr als 100 Fossilreste zum Vorschein. Das umfangreiche Säugetiermaterial, überwiegend isolierte Zähne, gehört zu fünf Tierordnungen. Neben Epirigenys, das das bei weitem häufigste Säugetier in Lokone darstellt und in beiden Fundstellenfazies auftritt, wurden unter anderem Nagetiere wie Metaphiomys, ursprüngliche Fleischfresser wie Apterodon aus der Gruppe der Hyaenodonta oder das urtümliche Rüsseltier Phiomia entdeckt. Des Weiteren kommen Fische und Schildkröten vor. Zwei weitere Fundschichten im Hangenden der bereits genannten enthalten zwar kein Säugetiermaterial, dafür treten dort Krokodile auf. Die Zusammensetzung der Fauna lässt auf eine Stellung im Oberen Oligozän schließen und dürfte somit rund 28 Millionen Jahre alt sein. Damit gehört Lokone neben dem Fayyum in Ägypten, Chilga in Äthiopien oder dem ebenfalls im nördlichen Kenia gelegene Lothidok zu den wenigen Fundstellen mit oligozäner Zeitstellung, die bisher aus Afrika bekannt sind.

## Systematik
Epirigenys ist eine Gattung aus der Familie der Anthracotheriidae, einer ausgestorbenen Gruppe von Säugetieren, die als die nächsten Verwandten der Flusspferde (Hippopotamidae) angesehen werden. Beide Familien, die Anthracotheriidae und die Hippopotamidae, formen zusammen eine monophyletische Gruppe, die die Bezeichnung Hippopotamoidea trägt und so den Status einer Überfamilie innehat. Da die heutigen Flusspferde als Vertreter der Ordnung der Paarhufer (Artiodactyla) zudem die Schwestergruppe der Wale (Cetacea) innerhalb des übergeordneten Taxons Cetartiodactyla darstellen, werden diese wiederum unter der Gruppe der Cetancodonta zusammengefasst. Innerhalb der Anthracotherien steht Epirigenys den urtümlichen Formen aus der Gruppe der Bothriodontinae nahe, denen unter anderem auch Bothriogenys angehört. Aufgrund der an den Backenzähnen auftretenden gemeinsamen Kombination von Merkmalen dieser stammesgeschichtlich frühen Anthracotherien mit denen der Flusspferde wird Epirigenys gemäß phylogenetischen Untersuchungen als Schwestergruppe der Flusspferde angesehen. Allerdings hat die nun tiefe Einbettung der Flusspferde innerhalb der Anthracotherien zur Folge, dass letztere als paraphyletisch zu betrachten sind.
Der Ursprung der Flusspferde war lange Zeit ungeklärt. Zudem bestand eine gravierende zeitliche Lücke zwischen dem ersten Auftreten der Wale im Unteren Eozän vor rund 53,5 Millionen Jahren und dem der Flusspferde im Unteren Miozän vor rund 21 Millionen Jahren, die eine über 30 Millionen Jahren währende Geisterlinie annehmen ließ. Neben einer Herleitung der Flusspferde von den Schweineartigen (Suina) oder den ausgestorbenen Cebochoeridae, urtümlichen Paarhufern aus dem Eozän, galten hauptsächlich die Anthracotheriidae als favorisierte Ursprungsgruppe. Diese traten erstmals zum Ausgang des Mittleren Eozäns in Eurasien auf und verbreiteten sich alsbald nach Nordamerika sowie nach Afrika, wo sie zuerst im Oberen Eozän mit Bothriogenys im Fayyum nachgewiesen sind. Allgemein können die Anthracotherien als relativ große, schweinartige Tiere beschrieben werden, die sich vor allem durch ein typisch bunodont (höckeriges) bis selenodont (mit mondsichelförmig gestalteten Längsleisten) ausgeprägtes Kaulflächenmuster auf den Oberflächen der Backenzähne auszeichneten. Dabei nahm die Selenodontie der Backenzähne im Laufe der Stammesgeschichte der Anthracotherien stark zu, ebenso wie die Schädelgestaltung mit breiter werdenden Schnauzen deutlich flusspferdartiger wurde. Die Flusspferde entwickelten dagegen nie ein deutlich selenodontes Zahnmuster und behielten weitgehend das höckerige Kaumuster bei. Beiden Gruppen ist aber die Reduktion des fünften Haupthöckers auf den oberen Backenzähnen im Laufe der Entwicklung zu Eigen.
Zentraler Diskussionspunkt war, ob die Flusspferde von einer stammesgeschichtlich älteren (bunoselenodonten) oder jüngeren (selenodonten) Entwicklungsphase der Anthracotherien abstammten. Teilweise wurde ein relativ spätes Abzweigen angenommen und die daraus resultierende Rückentwicklung der selenodonten Kauflächengestaltung bei den Flusspferden über ein stärker plastisches Verhalten der Säugetierzähne während der Evolution erklärt. Hierbei stellte sich auch die Frage, ob der Ursprung der Flusspferde, deren ältester Fossilnachweis aus Afrika stammt, möglicherweise in Eurasien lag und eine Einwanderung nach Afrika erst mit der Entstehung der Landbrücke über den sich schließenden Tethys-Ozean im Untermiozän erfolgte. Die Entdeckung von Epirigenys zeigt nun, dass die Abstammung der Flusspferde von eher urtümlichen Anthracotherien hergeleitet werden kann. Sie konnte zudem nachweisen, dass die Flusspferde in Afrika entstanden und sich aus den Nachkommen der ersten Einwanderer der Anthracotherien, die den Kontinent noch weit vor der Bildung der Landbrücke von Eurasien aus erreichten, entwickelt haben. Demnach stellen die Flusspferde einen integralen Bestandteil der afrikanischen Fauna dar und blieben dort lange Zeit endemisch. Erst im Verlauf des Oberen Miozäns eroberten sie auch weite Gebiete Eurasiens. Nicht zuletzt konnte mit der festen Einbindung der Flusspferde in die Entwicklungslinie der Anthracotherien die zeitliche Lücke zwischen dem ersten Auftreten der Wale und den Vorläufern der Flusspferde (Hippopotamoidea) auf rund 10 Millionen Jahre verkürzt werden.

## Entdeckungsgeschichte
Die ersten fossilführenden Fundschichten in Lokone (LOK 1) wurden in den Jahren 1994 und 1995 von Meave Leakey entdeckt, wobei während dieser ersten Untersuchung bereits der teilweise erhaltene Unterkiefer zum Vorschein kam. Daraufhin gründete sich die Forschungsgruppe Lokone Paleontological Research Project (LPRP), welche im November und Dezember 2007 eine erste intensive Erkundung der Region durchführte. Als Ergebnis konnten drei weitere Fundschichten (LOK 2, 12 und 13) verzeichnet werden. Ebenso kam eine Vielzahl an Fossilmaterial zum Vorschein, welches unter anderem auch weitere Reste von Epirigenys umfasste. Einen ersten Vorbericht zu den aufgefundenen Fossilien publizierten die beteiligten Wissenschaftler im Jahr 2010. In diesem ordneten sie die heute zu Epirigenys verwiesenen Zahnreste allgemein den Anthracotheriidae bei, bescheinigten ihnen aber aufgrund ihrer Gestaltung eine nähere Beziehung zu den Bothriodontinae und speziell zu Bothriogenys.
Die wissenschaftliche Erstbeschreibung von Epirigenys erfolgte dann im Jahr 2015 durch Fabrice Lihoreau und Forscherkollegen. Als Holotyp (Exemplarnummer KNM-LH 30375) wurde der linke Unterkieferast mit den erhaltenen Zähnen vom letzten Prämolaren bis zum zweiten Molar ausgewählt, der zu den ersten entdeckten Fundstücken gehört. Er wird im Kenya National Museum aufbewahrt. Bisher ist mit Epirigenys lokonensis eine Art bekannt. Der Gattungsname Epirigenys setzt sich aus dem Turkana-Wort epiri für „Flusspferd“ und dem griechischen Wort γένειον oder γένῠς (geneion oder genys) zusammen. Dabei handelt es sich um ein Wortspiel, da die Wortsilbe -γεν- (-gen-) einerseits „Ursprung“ oder „Linie“ bedeuten kann, das Wort genys aber auch das „Kinn“ beziehungsweise den „Unterkiefer“ meint. In beiden Fällen spielt der Gattungsname auf die nahe Verwandtschaft zu den Flusspferden an. Der Artname lokonensis ist eine Referenz auf die Fundstelle der Fossilien.